# Allentown (Géorgie)
Pour les articles homonymes, voir Allentown.
Allentown est une ville américaine située dans les comtés de Bleckley, de Laurens, de Twiggs et de Wilkinson, en Géorgie. Selon le recensement de 2020, sa population est de 195 habitants.